# Regência (linguística)
Na gramática e na Linguística, regência se refere à relação entre a palavra e seus dependentes. Alguém pode discernir entre pelo menos três conceitos de regência: a noção tradicional de caso de regência, a definição altamente especializada  de regência em alguns modelos de geração de sintaxe e uma noção mais ampla em dependências gramaticais.[carece de fontes?]
Quando o termo regente é um nome (substantivo, adjetivo ou advérbio), ocorre a regência nominal. Quando o termo regente é um verbo, ocorre a regência verbal. Na regência verbal, o termo regido pode ser ou não preposicionado. Na regência nominal, ele é obrigatoriamente preposicionado. Os termos, quando exigem a presença de outro chamam-se regentes ou subordinantes; os que completam a significação dos anteriores chamam-se regidos ou subordinados. No geral, tanto a regência de nomes quanto a regência de verbos (regência verbal) são desprezadas no padrão de normas da linguagem escrita. Na linguagem culta passam despercebidas em meio a outros assuntos podendo ser até mesmo desconsiderada por alguns gramáticos.

## Regências nominal e verbal
A regência verbal é a relação sintática de dependência que se estabelece entre o verbo — termo regente — e o seu complemento — termo regido. A regência determina se uma preposição é necessária para ligar o verbo a seu complemento.
Regência nominal é o campo da gramática que estuda a relação de sentido que se dá entre os nomes e os respectivos termos regidos por esse nome. Em português, alguns nomes (substantivos, adjetivos e advérbios) exigem mais de um complemento precedido por preposição. Tal complemento exerce a função de integrar o sentido da palavra completada, enriquecendo assim a semântica da oração em questão. O conjunto de complemento regido pela preposição é denominado "complemento nominal", no qual a preposição é definida pela "regência nominal". O complemento nominal pode estar representado por: substantivo, pronome, numeral, palavra ou expressão substantivada, ou oração subordinada substantiva completiva nominal
A estrutura da oração pode ser percebida no seguinte modelo de frase:
[sujeito] [verbo] [objeto] [preposição]+[complemento nominal].
Exemplos de construções na norma-padrão:
- O pior é a demora "do vapor". → complemento nominal de substantivo).[5]
- Tinha nojo de si mesma. → complemento nominal de pronome.[6]
- "Esse problema só pode ser resolvido em nível de diretoria. → complemento nominal de substantivo.[7]

Construções frasais com erro de regência:
- "A decisão do julgamento provocou um clima adverso com a Justiça." ( errado)
- "A decisão do julgamento provocou um clima adverso à Justiça." ( certo)[8]

## Caso tradicional de regência
Em latim e grego (ou outra) gramáticas tradicionais, regência se refere a seleção de características gramaticais dada por verbos e preposições. Mais comumente, o verbo ou preposição pode "reger" um caso gramatical específico se o complemento precisa ter esse caso em uma estrutura gramaticalmente correta (veja caso de regência). Por exemplo, em Latim, a maioria dos verbos transitivos requer que seus objetos diretos apareçam em um caso acusativo (ativo), enquanto o caso dativo (passivo) é reservado para objetos indiretos. O verbo favere (ajudar), entretanto, é uma exceção a esse modelo padrão de regência: o seu objeto direto precisa ser dativo. Assim, a frase eu vejo você pode ser traduzida como Te video no Latim, usando a forma acusativa te como pronome da segunda pessoa, enquanto eu ajudo você seria traduzido para Tibi faveo, usando a forma dativa tibi. Preposições (além de posposição e circumposição, ex.: adposições) são como verbos em sua habilidade de reger o caso de seus complementos, e como vários verbos, varias adposições podem reger mais de um caso, com distintas interpretações.[carece de fontes?]

## Regência em Teorias da regência e da ligação
- A é um regente (um elemento léxico principal),
- A m-comanda B, e
- Não há barreiras de intervenção entre A e B.

Essa definição é explicada em mais detalhes na seção de regência do artigo teorias da regência e da ligação.

## Regência amplamente construída
Alguém as vezes encontra definições de regência que são muito mais amplas do que este alguém tinha produzido. Regência é entendida como a obtenção de uma palavra e as constituintes que esta palavra precisa ou torna possível que apareçam. Esse entendimento mais abrangente de regência é o que se encontra em varias gramáticas de dependência. uma dada palavra rege todas essas palavras as quais requerem ou permitem que apareça. A noção é de que varias palavras individuais em uma sentença dada podem aparecer apenas em virtude do fato de que outras palavras apareçam nessa sentença. Regência é definido como o seguinte:[carece de fontes?]

A regência é obtida quando um elemento dominante (principal) A abre um espaço para um elemento dependente B.— 
De acordo com esta definição, a regência é obtida entre quaisquer duas palavras conectadas por uma dependência, a palavra dominante abre espaço para a palavra subordinada. A palavra dominante é o regente, e a subordinada é o regido. A arvore de dependências a seguir demonstra os regentes e os regidos:

A palavra has rege Fred e ordered; em outras palavras, has é regente sobre seus regidos Fred e ordered. Similarmente, ordered rege dish e for, isso é, ordered é regente sobre seus regidos dish e for; Etc. Esse entendimento de regência é espalhado entre as dependências gramaticais.

## Regentes vs. elementos principais
A distinção entre os termos regente e elemento principal é uma fonte de confusão, dada as definições de regência produzidas acima. De fato, regente e elementos principais são conceitos que se sobrepõem. O regente e o elemento principal de uma palavra dada pode ser, muitas vezes, serem uma e a mesma outra palavra. O entendimento deses conceitos se torna difícil, entretanto, quando uma descontinuidade (linguística) é envolvida. O exemplo a seguir de uma descontinuidade w-fronting do alemão ilustra a dificuldade:
| Wem     | denkst | du  | haben | sie  | geholfen? |                                 |
| who-DAT | think  | you | have  | they | helped?   | 'Who do you think they helped?' |
Dois dos critérios mencionados acima para identificação de regentes (e regidos) são aplicaveis para o pronome interrogativo wem "whom". Este pronome recebe casos dativos do verbo geholfen "helped" (=caso de regência) e isto pode aparecer por virtude do fato de que geholfen aparece (=habilitando). Dadas estas observações, alguém pode fazer um argumento contundente de que geholfen é o regente de wem, embora as duas palavras sejam separadas entre si pelo resto da sentença. Devido a tais problemas, alguém às vezes distingue entre "elemento principal" e "regente". Então enquanto o regente de wem é geholfen, o elemento principal de wem é considerado como sendo o verbo finito denkst "think". Em outras palavras, quando uma descontinuidade é obtida, alguém assume que o regente e o elemento principal (da palavra relevante) são distintos, entretanto eles são a mesma palavra. Exatamente como os termos "principais" e "regentes" são usados pode depender da teoria em particular ou da sintaxe que é empregada.